# Programm der Vereinten Nationen für menschliche Siedlungen
Das Programm der Vereinten Nationen für menschliche Siedlungen – UN-HABITAT (United Nations Human Settlements Programme, auch Weltsiedlungsgipfel oder Konferenz der Vereinten Nationen über Wohn- und Siedlungswesen) ist das Wohn- und Siedlungsprogramm der Vereinten Nationen. 2001 wurde es durch die Resolution A/56/206 der UN-Generalversammlung zu einem eigenständigen Programm der UNO. Der Sitz der Organisation ist in Nairobi/Kenia mit weiteren Regionalbüros in Fukuoka für Asien und den Pazifik, Rio de Janeiro für Lateinamerika und Kairo für die arabischen Staaten.
Für das Jahr 2016 lagen die Einnahmen der Organisation bei 229 Millionen US-Dollar und die Ausgaben bei 186 Millionen US-Dollar.

## HABITAT I
Bereits 1976 fand im kanadischen Vancouver der erste Weltsiedlungsgipfel der Vereinten Nationen unter dem Namen HABITAT statt. Er beschäftigte sich mit Fragen der Wohnungsversorgung und Wohnungsnot. Als Folge dieser Konferenz wurde 1978 das Zentrum der Vereinten Nationen für menschliche Siedlungen (United Nations Centre for Human Settlements, UNCHS) gegründet. Es besteht aus 58 Mitgliedstaaten, die alle Regionen der Welt repräsentieren. Seine Aufgabe ist es, die Arbeit von HABITAT politisch zu begleiten und zu bewerten, sowie die UN-Generalversammlung und den UN-Wirtschafts- und Sozialrat in Fragen der nachhaltigen Entwicklung im Bereich Wohn- und Siedlungswesen zu beraten.

## HABITAT II
1996 fand im türkischen Istanbul die zweite Gipfelkonferenz (HABITAT II, auch The Cities Summit) statt. Sie stand im Zeichen der zwischenzeitlich weltweit immens gestiegenen Verstädterung und Verslumung. Zum Abschluss wurden die „Habitat-Agenda“ und die „Istanbul-Deklaration“ verabschiedet. Hier wurden Konzepte einer adäquaten, nachhaltigen Entwicklung im Bau- und Siedlungswesen erarbeitet und festgeschrieben. Der globale Aktionsplan umfasst:
- Adäquate, bedürfnisorientierte Unterkunft für alle
- Nachhaltige, menschliche Siedlungsentwicklung in einer sich verstädternden Welt
- Schaffung von Kapazitäten und institutionelle Entwicklung
- Internationale Kooperation und Koordination
- Umsetzung und Weiterverfolgung der Habitat-Agenda

2001 trafen auf einer Sondersitzung der UN-Generalversammlung in New York City alle 171 am Programm beteiligten Mitgliedstaaten der Vereinten Nationen zusammen, um ihre Ergebnisse darzustellen. Bei diesem Treffen (Istanbul +5) legten viele Staaten erstmals Nationalberichte zur Umsetzung der Habitat-Agenda vor, so auch Deutschland mit dem Bericht „Auf dem Weg zu einer nachhaltigen Siedlungsentwicklung“. Ein Elemente des deutschen Aktionsplans zur umwelt-, wirtschafts- und sozialgerechten Stadtentwicklung war dabei der Baurechtskompromiss.

## HABITAT III
Die dritte Gipfelkonferenz fand vom 17. bis 20. Oktober 2016 im ecuadorianischen Quito statt. Dies wurde auf der UN-Generalversammlung in der Resolution 66/207 und Resolution 67/216 beschlossen. Der Titel der Konferenz war „Third United Nations Conference on Housing and Sustainable Urban Development“.
Die folgenden Vorbereitungskommissionen bereiteten die Habitat-III-Konferenz vor:

1. Vorbereitungskommission in New York, September 2014

2. Vorbereitungskommission in Nairobi, April 2015

3. Vorbereitungskommission im Juli 2016

Die Vorbereitungen wurde von einem dafür gewählten Büro von UN-Mitgliedsstaaten mit einem Sekretariat geleitet.

## Weltstädteforen (World Urban Forum, WUF)
Seit 2002 veranstaltet HABITAT alle zwei Jahre das sogenannte World Urban Forum (WUF). Das erste Forum fand 2002 in Nairobi, Kenia, statt. Darauf folgten:
- WUF 2: 13. – 17. September 2004, Barcelona, Spanien
- WUF 3: 19. – 23. Juni 2006, Vancouver, Kanada
- WUF 4: 3. – 6. November 2008, Nanjing, China
- WUF 5: 22. – 26. März 2010, Rio de Janeiro, Brasilien
- WUF 6: 1. – 7. September 2012, Neapel, Italien
- WUF 7: 5. – 11. April 2014, Medellín, Kolumbien.

Das achte Weltstädteforum fiel wegen der 2016 stattfindenden Konferenz Habitat III aus,
- WUF 9:  7. – 13. Februar 2018, Kuala Lumpur, Malaysia
- WUF 10: 8. – 13. Februar 2020, Abu Dhabi, Vereinigte Arabische Emirate[9]
- WUF 11: 26. – 30. Juni 2022, Katowice, Polen
- WUF 12: 2024, Kairo, Ägypten[10]

## Nichtregierungsorganisationen
Parallel zur Entwicklung des UN-Siedlungsprogramms entfaltete sich eine „Landschaft“ von Nicht-Regierungsorganisationen (NRO/NGO) und städtischen Basisbewegungen, die sich international vernetzte und auch Einfluss auf die internationalen Vereinbarungen und Verhandlungen nahm. Ein Höhepunkt der Beteiligung des NRO-Sektors war das Forum der Nicht-Regierungsorganisationen bei der HABITAT II-Konferenz in Istanbul.
Ein traditionsreiches internationales Netzwerk der Habitat-Bewegung ist die HABITAT International Coalition (HIC), deren Vorgänger als HABITAT International Council 1976 in Vancouver gegründet wurde.